# Myra
「Myra」（マイラ）は、日本のシンガーソングライター・Tani Yuukiの楽曲。自身初の配信限定シングルとして2020年7月1日にリリースされた。

## リリースと背景
2020年3月21日にYouTubeに1分23秒のshort ver.が公開された。オリジナル曲は「愛言葉」「メトロノーム」に続き3曲目である。その2週間後にはアコースティックバージョンも公開された。2020年5月16日には自身のオリジナル楽曲初となるフル尺がYouTubeに公開され、2020年6月27日にはピアノver.も公開された。7月2日に各種サブスクで配信開始された。2020年7月4日にはTHE HOME TAKEで披露された。
short ver.を投稿した2020年3月時点では全体的なイメージは構えをしておらず、Dメロはその後から作られている。また、制作についてTani Yuukiは「客観的に見れる自分で、その時の自分の素直な気持ちを書いた」と語っている。また、RADWIMPSや野田洋次郎の影響が強いと明らかにしている。

## チャート成績
2020年5月16日に公開された楽曲のフル尺は1ヶ月で200万回再生を達成し、2ヶ月で1000万回再生を突破。現在では3000万回再生を突破している。リリース前にYouTubeやTikTokで動画を公開していたこともあり、配信開始後、各チャートで上位を獲得した。
Billboard Japan Streaming Songsでは週間5位を獲得し、LINE MUSICではリアルタイムランキング、月間ランキング共に1位を獲得した。
2021年3月には自身初のストリーミング1億回再生を突破した。

## テレビ歌唱
| 日付          | タイトル                                     | 備考                                  |
| ------------- | -------------------------------------------- | ------------------------------------- |
| 2021年2月15日 | NHK Eテレ「沼にハマってきいてみた」          |                                       |
| 2021年2月25日 | SSTV「OTONARI!」                             | 「Myra」「Unreachable love song」歌唱 |
| 2022年3月28日 | TBS「CDTVライブ!ライブ!春の4時間スペシャル」 | 「Myra」「W/X/Y」歌唱                 |
| 2022年7月30日 | NHK総合「Venue101」                          | 「W/X/Y」「Myra」歌唱                 |

## Myra - From THE FIRST TAKE
「Myra - From THE FIRST TAKE」（マイラ - フロム ザ ファースト テイク）は、日本のシンガーソングライター・Tani Yuukiの楽曲。配信限定シングルとして2020年10月30日にリリースされた。
後に多面態 Disc-2(CD)に収録された。

## タイアップ
| 使用年 | タイアップ                             |
| ------ | -------------------------------------- |
| 2020年 | TikTok CMソング 「じいちゃんとMyra」篇 |

## カバー
- Hanon - 2023年4月19日に配信開始した。